# 51 Nemausa
51 Nemausa eller 1949 HC1 är en asteroid upptäckt 22 januari 1858 av amatörastronomen Joseph Jean Pierre Laurent i Nimes. 
Mycket litet är känt om Laurent och detta är hans enda dokumenterade upptäckt. Upptäckten gjordes i Benjamin Valz privata observatorium, och med Laurents tillstånd blev det också Valz som uppkallade asteroiden efter den keltiske guden Nemausus.
51 Nemausa innehåller 14-15 procent vatten.

## Måne?
Baserat på ljuskurvor har det föreslagits att Nemausa har en måne.